# Schizocharis
Schizocharis is een geslacht van vliesvleugeligen uit de familie Eulophidae. De wetenschappelijke naam van dit geslacht is voor het eerst geldig gepubliceerd in 1969 door Kerrich.

## Soorten
Het geslacht Schizocharis omvat de volgende soorten:
- Schizocharis amaniensis Kerrich, 1969
- Schizocharis combretae (Risbec, 1951)